# Telecurso
Telecurso es un programa de televisión de educación a distancia en Brasil, realizado por convenio de la Fundación Padre Anchieta, la Fundación Roberto Marinho y la FIESP. Debutó en 1978 y fue transmitido por Rede Globo hasta 2014. El programa aún se transmite en Futura, TV Cultura, TV Brasil, TV Aparecida, Rede Vida y SBT.
La idea de este programa fue concebida por el periodista Francisco Calazans Fernandes, y contó con varios tipos de clases de educación.

## Historia
La programación educativa comenzó a ser transmitida por Rede Globo el 16 de enero de 1978 cuando se inició la transmisión del Telecurso 2° Grau, orientado a la educación secundaria; inicialmente fue producido por Rede Globo en conjunto con la Fundação Padre Anchieta y la Fundación Roberto Marinho. A diferencia de casi todos los demás programas mostrados por Rede Globo, el programa se presentó sin comerciales durante toda su emisión debido a su naturaleza educativa, aunque las promociones para los programas de la cadena y los anuncios de servicio público todavía se mostraban entre los segmentos del programa. En 1981, Telecurso se amplió de 15 a 30 minutos con el lanzamiento de Telecurso 1° Grau, que se concentró en lecciones educativas para niños de escuela primaria.
En 1986, la Fundación Roberto Marinho retituló el programa original como Novo Telecurso 2° Grau y se obtuvo una nueva alianza con Bradesco; los cursos presentados estaban destinados a convertirse en una forma válida de material educativo en las escuelas de Brasil, así como en ciertas empresas. El 2 de enero de 1995, todo el bloque de programación educativa fue rebautizado como Telecurso 2000 y ampliado a 45 minutos con el lanzamiento de Telecurso 2000 Profissionalizante (que se enfocaba en temas vocacionales).
El 31 de marzo de 2008, el programa tuvo una nueva modificación y pasó a titularse Novo Telecurso, que dejó de tener segmentos obsoletos de geografía e historia y los reemplazó con temas de filosofía, artes visuales, música, teatro, sociología y lengua española que estaban dirigidos a estudiantes de secundaria que no habían completado su educación. En 2009 se logró una nueva alianza con el SENAI-SP para los segmentos vocacionales del programa.
El 28 de noviembre de 2014 Telecurso se emitió por última vez en la Rede Globo. Fue reemplazado por Hora Um da Notícia, un noticiero matutino que se estrenó el 1 de diciembre de 2014. La edición diaria de Globo Rural se emitió por última vez ese mismo día; la edición semanal se transmite actualmente los domingos.
Fue cuestionado por sus críticos por validar la posición del Grupo Globo, durante la Dictadura cívico-militar.